# Gergueil
Gergueil ist eine französische Gemeinde mit 127 Einwohnern (Stand: 1. Januar 2022) im Département Côte-d’Or in der Region Bourgogne-Franche-Comté. Sie gehört zum Arrondissement Dijon und zum Kanton Talant.

## Geographie
Gergueil liegt etwa 19 Kilometer westsüdwestlich von Dijon. Die Gemeinde wird umgeben von Arcey im Norden, Urcy im Nordosten, Valforêt mit Quemigny-Poisot im Osten, Semezanges im Südosten, Ternant im Süden und Südosten, Saint-Jean-de-Bœuf im Südwesten, Saint-Victor-sur-Ouche im Westen und Südwesten sowie Gissey-sur-Ouche im Nordwesten.

## Weblinks

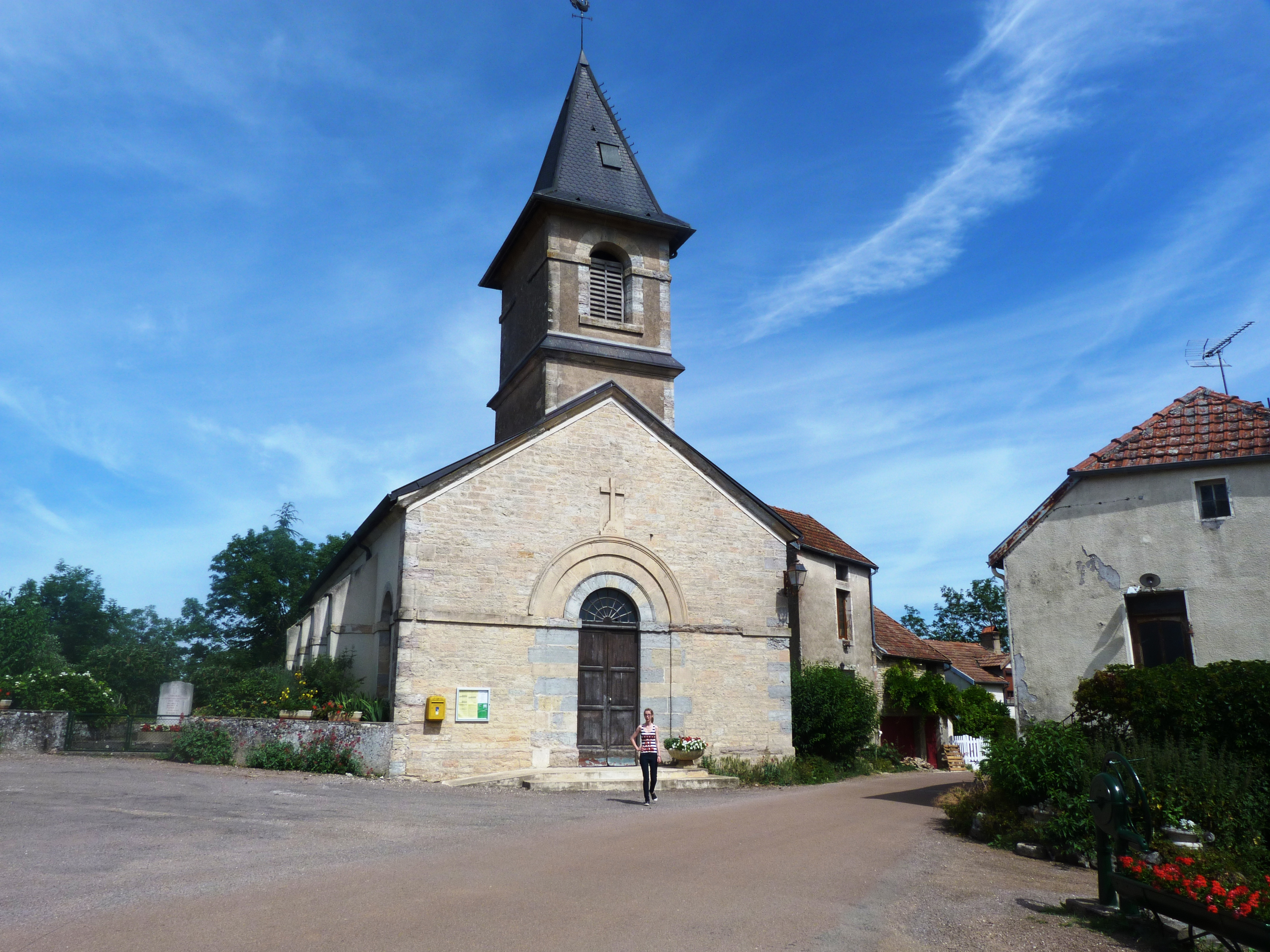
Kirche Sainte-Barbe

## Bevölkerungsentwicklung
| Jahr                       | 1962 | 1968 | 1975 | 1982 | 1990 | 1999 | 2006 | 2013 | 2019 |
| Einwohner                  | 89   | 81   | 54   | 66   | 72   | 100  | 132  | 125  | 118  |
| Quellen: Cassini und INSEE |      |      |      |      |      |      |      |      |      |

## Sehenswürdigkeiten
- Kirche Sainte-Barbe